# استاروبایرام‌گولوو
استاروبایرام‌گولوو (انگلیسی: Starobayramgulovo) یک شهرک در شهرستان اوچالینسکی استان باشقیرستان کشور روسیه است.